# Мэсси, Уильям
Уильям Фергюсон Мэсси (англ. William Ferguson Massey), часто именуемый просто как Билл Мэсси (англ. Bill Massey) или «Фермер Билл» (англ. Farmer Bill; 26 марта 1856 — 10 мая 1925) — 19-й премьер-министр Новой Зеландии (1912—1925), основатель Партии реформ. Его считали одним из наиболее опытных политиков своего времени, он также был известен своей поддержкой интересов сельского хозяйства.

## Ранние годы
Мэсси родился в фермерской семье и вырос в Лимаведи, графство Лондондерри в Северной Ирландии. Его семья переехала в Новую Зеландию в 1869 году, но сам Билл Мэсси остался в Ирландии ещё на год, чтобы завершить образование. После приезда в Новую Зеландию Мэсси был сельскохозяйственным рабочим, пока в 1877 году не купил собственную ферму. Спустя пять лет он женился на дочери своего соседа Кристине Аллен.

## Начало политической карьеры
Постепенно Мэсси стал заметным членом своего сообщества. Отчасти это произошло из-за его участия в школьном совете, дискуссионном клубе, масонской ложе и ордене оранжистов, но более важным оказалось то, что он состоял в фермерской ассоциации. Благодаря его влиянию в этих кругах он стал принимать участие в политических дебатах, выступая на стороне сельских консерваторов против либерального правительства Джона Балланса.
В 1893 году Мэсси выставил свою кандидатуру на выборах в парламент, но проиграл кандидату Либеральной партии. Тем не менее в 1894 году Мэсси предложили выставить свою кандидатуру на дополнительных выборах в соседнем округе Уаитемата и одержал там победу. Однако на выборах 1896 года он был выдвинут от округа Франклин, который и представлял до свой смерти в 1925 году.

## Деятель оппозиции
В парламенте Мэсси присоединился к группе независимых (большей частью консервативных) депутатов, выступавших против Либеральной партии (которую в то время возглавлял Ричард Седдон). Однако эта парламентская оппозиция была плохо организована, пребывала в унынии и имела немного шансов бросить вызов либералам. Официальный лидер оппозиции Уильям Рассел мог распоряжаться только пятнадцатью голосами. Мэсси вдохнул новую силу в консервативную фракцию.
Пока консерваторы собирались с силами, во время второй англо-бурской войны поддержка либералов значительно выросла, ударив по консерваторам. Тем не менее политическая карьера Мэсси преодолела и этот период. Несмотря на конкуренцию со стороны Уильяма Херриеса, Мэсси оставался наиболее заметным оппонентом Либеральной партии.
После смерти Седдона либералов возглавил Джозеф Уорд, который был более уязвим для атак Мэсси. В частности, имели успех заявления Мэсси, что подозрения в коррупции и кумовстве среди государственных служащих игнорировались или скрывались правительством либералов. Его консервативные взгляды принесли ему пользу, когда избиратели увидели в воинствующем профсоюзном движении угрозу социализма.

### Реформистская партия
В 1909 году Мэсси объявил о создании Реформистской партии на базе своей Новозеландской лиги политических реформ. Партию возглавил сам Мэсси при поддержке своих коллег-консерваторов.
На выборах 1911 года Реформистская партия набрала больше мест, чем Либеральная партия, но не сумела получить абсолютного большинства. Либералы, заручившись поддержкой независимых кандидатов, не поддержавших реформистов, смогли удержаться у власти до следующего года, когда они проиграли голосование по вопросу о доверии правительству.

## Премьер-министр
Мэсси принёс присягу в качестве премьер-министра 10 июля 1912 года. Два дня спустя он сообщил прессе, что принял предложение стать Почётным комендантом Оклендского округа Легиона переселенцев. Однако со временем некоторые члены реформистской партии стали испытывать разочарование доминирующей ролью Мэсси в партии. Он также нажил множество врагов среди рабочих из-за жесткого ответа на стачки шахтёров и докеров в 1912 и 1913 годах. Применение силы для подавления забастовок сделало Мэсси объектом ненависти со стороны зарождавшегося левого крыла. Однако консерваторы (многие из которых считали, что профсоюзы контролируются социалистами и коммунистами) в основном поддержали Мэсси, заявив, что его методы были необходимы. Его связи в Легионе переселенцев сослужили ему добрую службу в это время тем, что несколько подразделений легиона, в том числе часть быстрого реагирования в штатском, были переведены в Веллингтон и выполняли обязанности особых констеблей.
Одно из первых распоряжений правительства Мэсси «позволило около 13000 арендаторам коронных земель выкупить собственные фермы».

### Первая мировая война
Все мы и всё, что у нас есть, находится в распоряжении британского правительства.
Оригинальный текст (англ.)All we are and all we have is at the disposal of the British Government.
— Телеграмма Уильяма Мэсси правительству Великобритании, 1914 год.
Начавшаяся Первая мировая война отвлекла внимание от внутренних проблем. Выборы 1914 года создали патовую ситуацию в парламенте, когда ни правительство, ни оппозиция не обладали достаточной поддержкой для эффективного управления. Поэтому, Мэсси был вынужден пригласить либералов во главе с Джозефом Уордом сформировать коалицию на время войны (создана в 1915 году). Хотя Мэсси оставался премьером, Уорд стал фактически вторым лидером. Мэсси и Уорд несколько раз посещали Великобританию во время и после войны для обсуждения военного взаимодействия и послевоенного устройства. Во время своего первого визита Мэсси посетил новозеландские войска и с сочувствием выслушал их жалобы. Это вызвало недовольство некоторых официальных чинов, которые посчитали, что Мэсси подрывает авторитет военного руководства, признавая (вопреки официальной линии), что условия для войск действительно неудовлетворительные. Тем не менее война укрепила Мэсси во мнении о сильной связи между Новой Зеландией и Британской империей. Мэсси принял участие в Парижской мирной конференции 1919 года и в числе прочих подписал Версальский договор от имени доминиона Новая Зеландия. Хотя Мэсси отказался от рыцарского звания и пэрства, он принял награждение званием Великого офицера Ордена Короны от бельгийского короля в марте 1921 года, а также звание Великого офицера Ордена Почётного легиона от президента Франции в октябре 1921 года.

### Распад коалиции
Из-за того, что коалиционное правительство не могло достичь согласия по каким-либо значимым направлениям политики, к концу войны оно утратило свою популярность. Мэсси также опасался растущего влияния Лейбористской партии. Кроме того, он подвергся критике внутри собственной партии, в том числе, был обвинён в игнорировании нужд сельского хозяйства. В 1919 году он распустил коалицию и выступил против и либералов и лейбористов на платформе патриотизма, стабильности, поддержки фермеров и с программой общественных работ. Он с успехом добился работающего большинства.

## Выборы 1922 года
Однако экономические проблемы сократили поддержку Реформистской партии. На выборах Мэсси утратил большинство в парламенте и был вынужден вести переговоры с независимыми депутатами, чтобы сохранить своё правительство. Его встревожил успех лейбористов, которые теперь отставали всего на пять мест от либералов. Он начал считать, что в итоге Либеральная партия исчезнет, а её сторонники разделятся между лейбористами (социальное направление) и реформистами (рыночное направление). Мэсси пытался добиться перевеса в сторону Реформистской партии.
Однако в 1924 году болезнь, заставила Мэсси сложить с себя многие из официальных обязанностей. В следующем году он скончался. Мемориалом Мэсси в Веллингтоне служит его мавзолей, воздвигнутый в основном на общественные пожертвования. Также в честь него был назван Университет Мэсси — это имя было выбрано, поскольку изначально университет специализировался на сельском хозяйстве, что соответствовало фермерскому происхождению Мэсси.

## Интересные факты
- Мэсси занимает среди Премьер-министров Новой Зеландии второе место по продолжительности нахождения в должности (12 лет и 304 дня) вслед за Ричардом Седдоном.
- Двое из его сыновей стали депутатами парламента от Реформистской партии: Джон Норманн Мэсси (1885—1964) и Уолтер Уильям Мэсси (1882—1959).